# Saint-Maurin
Saint-Maurin – miejscowość i gmina we Francji, w regionie Nowa Akwitania, w departamencie Lot i Garonna. Nazwa miejscowości pochodzi od imienia św. Mauryna.
Według danych na rok 1990 gminę zamieszkiwało 456 osób, a gęstość zaludnienia wynosiła 21 osób/km² (wśród 2290 gmin Akwitanii Saint-Maurin plasuje się na 745. miejscu pod względem liczby ludności, natomiast pod względem powierzchni na miejscu 470.).